# Ray Yeung
Raymond Yeung Yaw-kae (xinès 楊曜愷) és un cineasta i dramaturg de Hong Kong. Les seves pel·lícules sovint representen la vida d'homes asiàtics gais.
Yeung és el cap del Festival de Cinema Gai i Lèsbic de Hong Kong. He revived the festival in 2000.

## Primers anys
Yeung va créixer a Hong Kong. Als 13 anys, va ser enviat a un internat anglès als afores de Londres.
Abans de la seva carrera en l'entreteniment, Yeung era advocat. Es va graduar a la Columbia University School of the Arts el 2013.

## Carrera
Yeung va escriure les obres Banana Skin i The Third Sex. Va fer diversos curtmetratges abans del seu debut al llargmetratge.
Yeung va debutar al llargmetratge amb Cut Sleeve Boys, una història d'amor gai entre dos homes xinesos britànics, l'any 2005 al Festival Internacional de Cinema de Rotterdam.
El seu segon llargmetratge Front Cover es va estrenar al Festival Internacional de Cinema de Seattle de 2015.
Yeung havia expressat interès a fer una pel·lícula en cantonés ambientada a Hong Kong, després d'haver-hi crescut fins als 13 anys. Twilight's Kiss, o Suk Suk, és una pel·lícula sobre una relació gai entre dos homes grans a Hong Kong i es va inspirar en el llibre "Oral Histories of Older". Gay Men a Hong Kong” del professor de la Universitat de Hong Kong Travis S.K. Kong. La pel·lícula es va estrenar al Festival Internacional de Cinema de Busan el 2019. Suk Suk és la seva primera pel·lícula en llengua xinesa. Va ser escollida com a millor pel·lícula als Premis de la Societat de Crítics de Hong Kong.

## Estil i influències
Yeung cita els directors Yasujirō Ozu i Stanley Kwan com a influències.

## Vida personal
Yeung és gai. Té la seu a Hong Kong, on es va traslladar el 2015 després de graduar-se del seu programa de MFA a la Universitat de Colúmbia.

## Filmografia
| Any  | Títol           | Guionista | Director | Notes |
| ---- | --------------- | --------- | -------- | ----- |
| 2005 | Cut Sleeve Boys | Sí        | Sí       |       |
| 2015 | Front Cover     | Sí        | Sí       |       |
| 2019 | Suk Suk         | Sí        | Sí       |       |

## Premis i nominabions
| Any  | Premi                                                  | Categoria            | Treball | Resultat  | Notes |
| ---- | ------------------------------------------------------ | -------------------- | ------- | --------- | ----- |
| 2019 | 56è Premis Cavall d'Or                                 | Millor guió original | Suk Suk | Nominat   |       |
| 2020 | 39è Premis de Cinema de Hong Kong                      | Millor director      | Suk Suk | Nominat   |       |
| 2020 | 39è Premis de Cinema de Hong Kong                      | Millor guió          | Suk Suk | Nominat   |       |
| 2020 | Premis del Gremi de Guionistes de Hong Kong            | Guió més recomanat   | Suk Suk | Guanyador |       |
| 2020 | Premi de la Societat de Crítics de Cinema de Hong Kong | Millor guió          | Suk Suk | Nominat   |       |